# ودیشا
ودیشا (به انگلیسی: Vidisha) یک منطقهٔ مسکونی در هند است که در Vidisha district واقع شده‌است. ودیشا ۱۵۵٬۹۵۹ نفر جمعیت دارد و ۴۲۴ متر بالاتر از سطح دریا واقع شده‌است.